# Grävräka
Grävräka (Calocaris macandreae) är en kräftdjursart som beskrevs av Bell 1853. Grävräka ingår i släktet Calocaris och familjen Calocarididae. Arten är reproducerande i Sverige. Inga underarter finns listade i Catalogue of Life.